# Althengstett
Althengstett (regional kurz Hengstett genannt) ist eine Gemeinde mit 7935 Einwohnern (31. Dezember 2023) im Landkreis Calw in Baden-Württemberg. Sie gehört zur Region Nordschwarzwald und zur Randzone der europäischen Metropolregion Stuttgart.

## Geographie

### Lage
Althengstett liegt in 450 bis 598 m ü. NHN Höhe im östlichen Nordschwarzwald in geringer Entfernung zum Landschaftsschutzgebiet Hecken- und Schlehengäu. Althengstett ist damit die höchstgelegene Gemeinde im Landkreis Calw östlich der Nagold. Das Köpfle stellt mit einer Höhe von 598,1 m ü. NHN die höchste natürliche Erhebung der Gemarkung dar. Die Althengstetter Erddeponie ist ähnlich hoch (592,7 m ü. NHN), sie wurde jedoch künstlich aufgeschüttet. Weitere Erhebungen auf Althengstetter Gemarkung sind:
- Täfelberg (565 m)
- Jägerberg (587 m)
- Hube (584 m)
- Heimberg (580 m)
- Muckberg (589 m)
- Esslensberg (560 m)
- Steinlensberg (578 m)
- Stutz (590 m)
- Predigtplatz (580 m)
- Ottenbronner Berg (570 m)
- Omelesberg (575 m)
- Brandt (586 m)

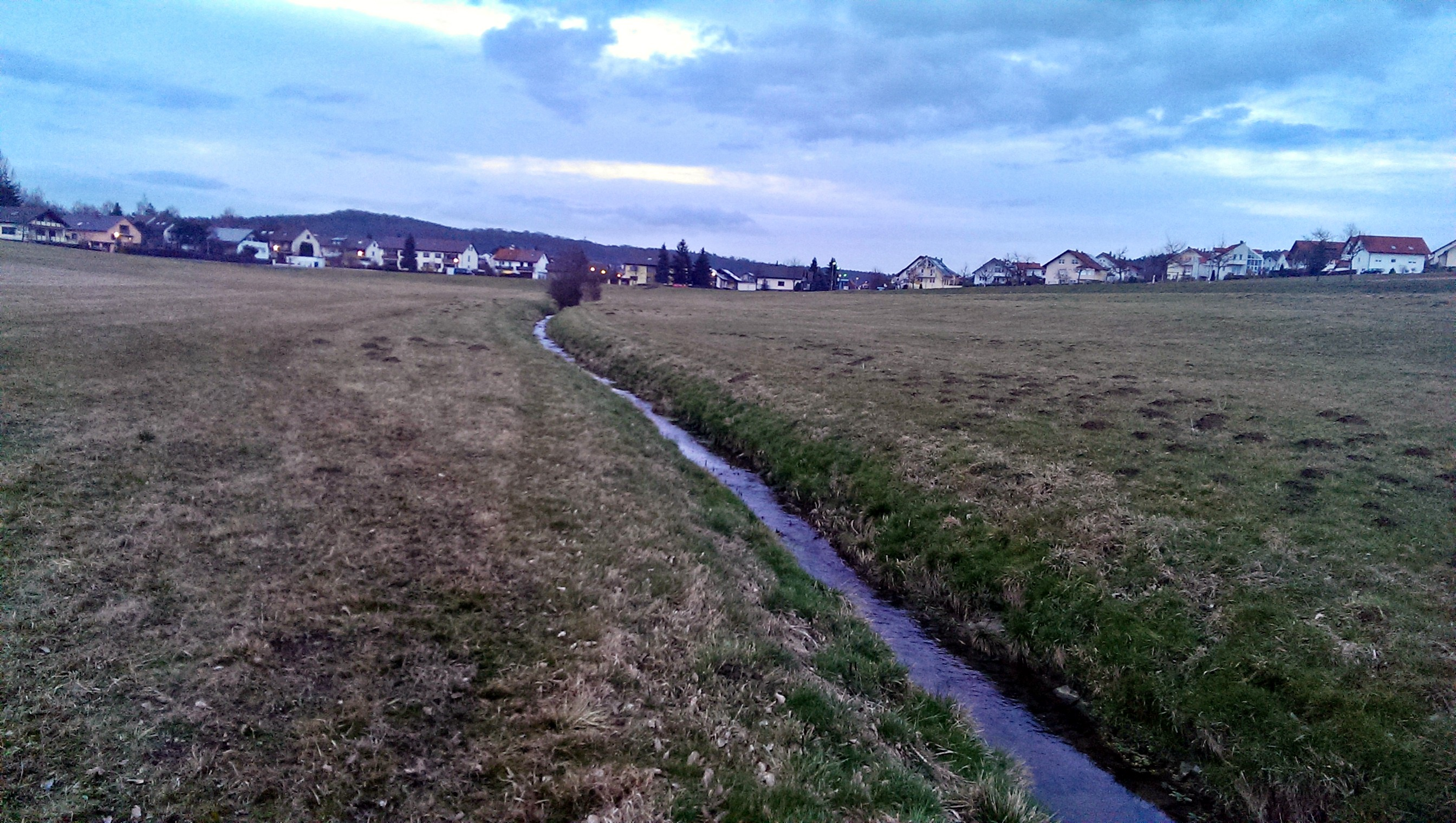
Tälesbach, im Hintergrund Althengstett

Im Norden befindet sich im Gewann Eulhart die Quelle des Tälesbachs, eines rechten Zuflusses der Nagold, der nach anfänglicher offener Führung durch Wiesen verdolt unter Althengstett hindurchfließt und am westlichen Ortsrand wieder an die Oberfläche geleitet wird.
Der Untere Wald (450 bis 558 m ü. NN), ein Ausläufer des Schwarzwaldes, der bis nach Althengstett reicht, stellt den östlichsten Punkt des Schwarzwaldes im Landkreis Calw dar. Gut ein Drittel der Gemeindefläche ist bewaldet. Knapp 70 Prozent des Waldes in Althengstett sind Nadelwälder.
Der Ortsteil Neuhengstett und der östliche Teil der Ortschaft Althengstett sowie der östliche Teil des Gemeindegebiets stehen auf Muschelkalk, der westliche Teil der Ortschaft Althengstett und der Ortsteil Ottenbronn sowie die Flächen in Richtung Heumaden und Hirsau auf Buntsandstein.

### Gemeindegliederung
Die Gemeinde Althengstett besteht aus den Ortsteilen Althengstett (4715 Einwohner im Juli 2021), Neuhengstett (1768 Einwohner) und Ottenbronn (1421 Einwohner). Die Ortsteile Neuhengstett und Ottenbronn sind Ortschaften im Sinne der baden-württembergischen Gemeindeordnung mit jeweils eigenem Ortschaftsrat und Ortsvorsteher.
Im Ortsteil Althengstett liegen die abgegangenen Ortschaften Schweichingen (557 m ü. NN) und Unterer Wald. Im Ortsteil Neuhengstett liegt die Wüstung Schlehdorn.

### Nachbargemeinden
Die direkten Nachbargemeinden sind Bad Liebenzell, Calw, Gechingen, Ostelsheim und Simmozheim.

### Schutzgebiete
Althengstett hat mit mehreren Teilgebieten Anteil am Natur- und Landschaftsschutzgebiet Würm-Heckengäu und am FFH-Gebiet Calwer Heckengäu. Nördlich von Ottenbronn reicht zudem das Landschaftsschutzgebiet Nagoldtal auf das Gemeindegebiet. Die Gemeinde gehört zum Naturpark Schwarzwald Mitte/Nord.

## Geschichte

### Bis zum 18. Jahrhundert
Um 1120 wird der Ort in einer Urkunde des Klosters Hirsau erstmals urkundlich erwähnt. Die damaligen Güter gehörten ursprünglich den Grafen von Calw. Einer der Bediensteten der Grafen mit Namen Hingo gab dem Ort seinen späteren Namen Hengstett, wie er auch heute noch von seinen Einwohnern genannt wird. Nach dem Aussterben der Calwer Grafen im 13. Jahrhundert kam der Ort zunächst an die Grafen von Zweibrücken, geriet aber bereits im 14. Jahrhundert ans Kloster Herrenalb und damit unter den Schutz von Württemberg.

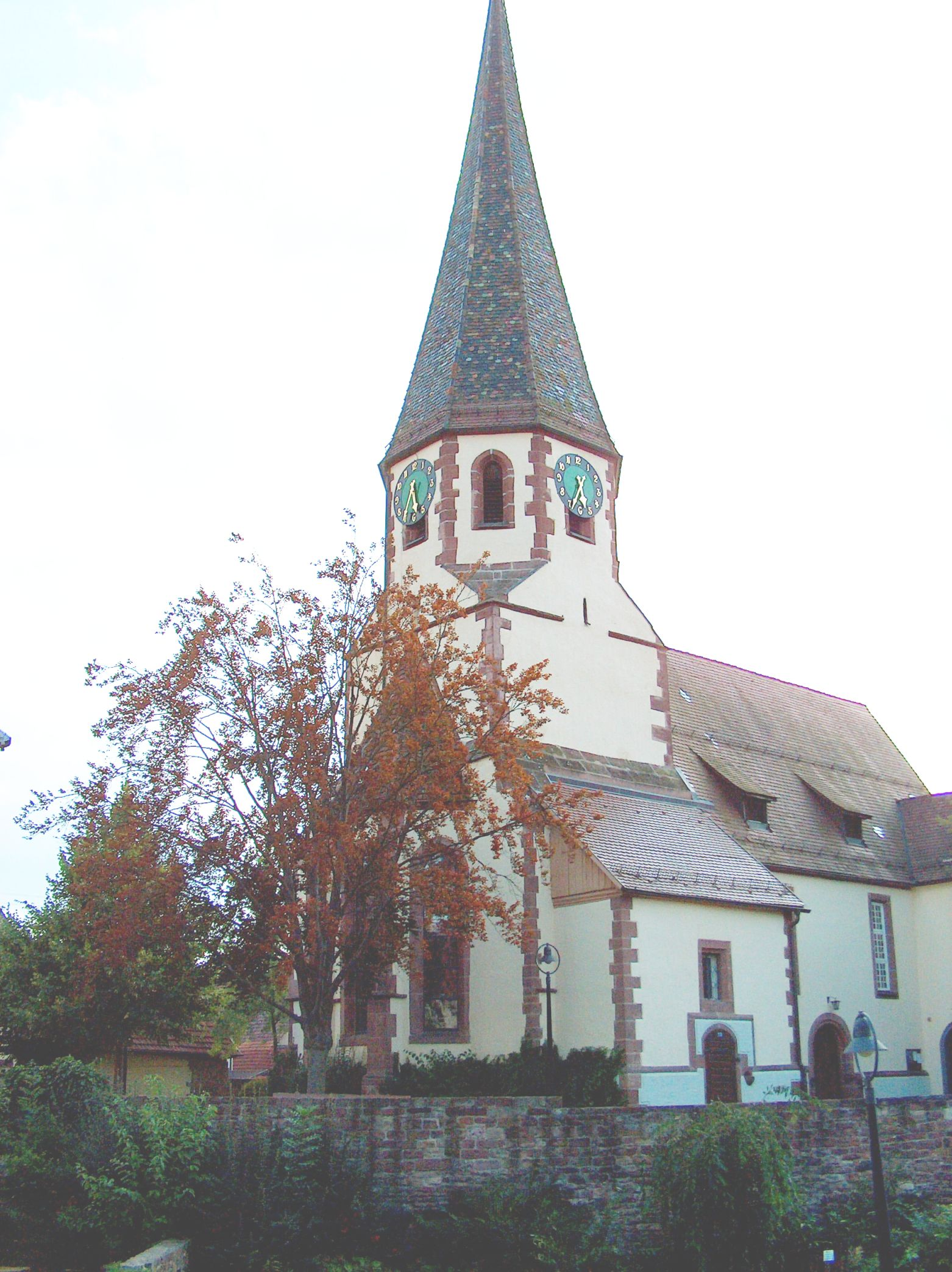
Markuskirche in Althengstett

Neuhengstett wurde im Jahr 1700 von Waldensern gegründet, die im damaligen Herzogtum Württemberg Aufnahme fanden. Sie nannten ihren Ort zunächst Le Bourcet – nach der alten Heimat Le Bourset. Durch herzogliche Verfügung wurde der Ort bereits 1711 in „Neuhengstett“ umbenannt, wodurch das seitherige Hengstett folgerichtig zu Althengstett wurde. Über die örtliche Geschichte der Waldenser unterrichtet das Neuhengstetter Waldensermuseum.

### Seit dem 19. Jahrhundert
Althengstett kam 1807 bei der Umsetzung der neuen Verwaltungsgliederung im Königreich Württemberg zum Oberamt Calw. 1872 bekam Althengstett mit der Schwarzwaldbahn Anschluss an das Streckennetz der Württembergischen Staatseisenbahnen. Bei der Kreisreform während der NS-Zeit in Württemberg 1938 gelangte Althengstett zum Landkreis Calw. 1945 wurde Althengstett Teil der Französischen Besatzungszone und gehörte somit zum neu gegründeten Land Württemberg-Hohenzollern, das 1952 im jetzigen Bundesland Baden-Württemberg aufging.
Zum 1. Oktober 2022 wurde dem Teilort Neuhengstett der Namenszusatz Waldenserort verliehen.

### Eingemeindungen
Am 1. Oktober 1974 wurden die beiden bis dahin selbstständigen Gemeinden Neuhengstett und Ottenbronn nach Althengstett eingemeindet.

## Religionen
In Althengstett bestehen drei evangelische Kirchengemeinden, die zum Kirchenbezirk Calw-Nagold der Evangelischen Landeskirche in Württemberg gehören: Im Hauptort eine eigenständige Kirchengemeinde und in den Teilorten die Gesamtkirchengemeinde Neuhengstett und Ottenbronn. Seit der Reformation in Württemberg im Jahr 1534 sind die beiden Ortsteile Althengstett und Ottenbronn evangelisch geprägt. Die Kirchengemeinde Neuhengstett geht auf die Gründung des Ortes Neuhengstett im Jahr 1699 durch die Waldenser zurück. Die Gottesdienstsprache war zunächst Französisch. 1824 wurde diese Kirchengemeinde vollständig in die Württembergische Landeskirche integriert.
Die katholischen Einwohner der Gemeinde Althengstett mit ihren Teilorten gehören zur römisch-katholischen Seelsorgeeinheit St. Josef in Calw.

## Politik

### Gemeinderat
Der Gemeinderat in Althengstett besteht aus den gewählten ehrenamtlichen Gemeinderäten und dem getrennt gewählten Bürgermeister als Vorsitzendem. Der Bürgermeister ist im Gemeinderat stimmberechtigt.
Die Kommunalwahl am 9. Juni 2024 führte zu folgendem amtlichen Endergebnis:
| Partei/Liste                     | 2024    | 2024   | 2019    | 2019   |
| Partei/Liste                     | Stimmen | Sitze  | Stimmen | Sitze  |
| -------------------------------- | ------- | ------ | ------- | ------ |
| Unabhängige Wählervereinigung    | 27,6 %  | 5      | 24,6 %  | 4      |
| FWG                              | 23,8 %  | 4      | 21,8 %  | 4      |
| CDU                              | 17,9 %  | 3      | 14,7 %  | 3      |
| Grüne                            | 16,1 %  | 3      | 17,3 %  | 3      |
| SPD                              | 14,6 %  | 3      | 14,9 %  | 3      |
| BNV „Althengstett bewegen“ e. V. | --      | --     | 06,8 %  | 1      |
| Wahlbeteiligung                  | 68,0 %  | 68,0 % | 63,7 %  | 63,7 % |

### Bürgermeister
Bürgermeister ist seit dem 1. August 2023 Rüdiger Klahm. Er wurde am 14. Mai 2023 mit 66,1 Prozent der Stimmen gewählt. Er folgte Clemens Götz nach, der von 2007 bis 2023 amtierte. Bei der Bürgermeisterwahl 2023 trat er nicht erneut an.

### Städtepartnerschaft
Seit 2013 ist Althengstett durch eine Partnerschaft mit Moutiers-les-Mauxfaits im westfranzösischen Département Vendée freundschaftlich verbunden.

## Wirtschaft und Infrastruktur
Althengstett verfügt über zahlreiche Arbeitsplätze und liegt im Einzugsgebiet des leistungsstarken Wirtschaftszentrums Sindelfingen/Böblingen.

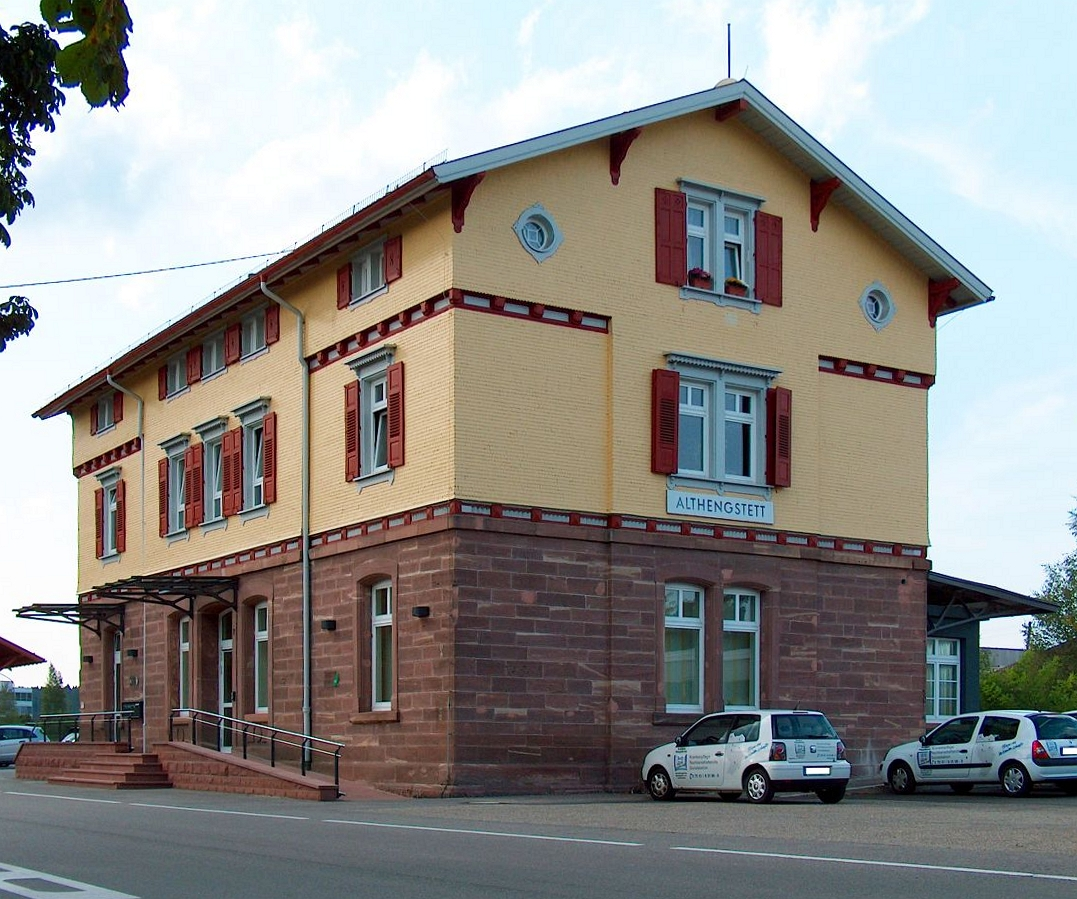
Ehemaliger Althengstetter Bahnhof an der Württembergischen Schwarzwaldbahn

### Verkehr
Althengstett liegt an der Bundesstraße 295. Sie kommt von Nordosten aus Weil der Stadt ins Gemeindegebiet und verlässt es wieder in Richtung Südwesten nach Calw. Die Große Kreisstadt Calw ist mit dem Auto in rund fünf Minuten erreichbar. Das östlich von Althengstett gelegene Mittelzentrum Böblingen/Sindelfingen ist etwa 20 Minuten entfernt, die Landeshauptstadt Stuttgart in etwa 35 Minuten.
Von 1872 bis 1988 war Althengstett durch die Württembergische Schwarzwaldbahn (Stuttgart–Calw) an das überregionale Streckennetz angeschlossen. Der Abschnitt Weil der Stadt–Calw wurde im Jahre 1983 im Personenverkehr und 1988 im Güterverkehr außer Betrieb gesetzt. Seitdem erfolgt der öffentliche Personennahverkehr über Omnibusse. Eine Reaktivierung der Strecke durch einen Pendelverkehr zwischen Calw und Renningen (dort Anschluss an das Stuttgarter S-Bahn-Netz) unter der Bezeichnung „Hermann-Hesse-Bahn“ ist 2014 von den Kommunen beschlossen worden und wird verwirklicht. Der Bahnhof Althengstett soll dabei voraussichtlich in seiner alten Form nicht wieder in Betrieb genommen werden. Jedoch soll auf dem Bahnhofsareal ein neuer eingleisiger Haltepunkt gebaut werden. Dieser soll im Westen des Bahnhofs errichtet werden, um somit näher am Dorfzentrum zu liegen.
Durch eine Alltagsroute aus dem Radnetz Baden-Württemberg ist Althengstett mit Calw und in der anderen Richtung über Simmozheim, Weil der Stadt und Renningen mit Leonberg verbunden.

### Bildungseinrichtungen
In Althengstett gibt es eine Haupt- und Realschule. Außerdem bestehen in Althengstett, Neuhengstett und Ottenbronn je eine Grundschule. Des Weiteren stehen in Althengstett selbst drei Kindergärten zur Verfügung und in Neuhengstett und Ottenbronn existiert jeweils noch ein weiterer Kindergarten.

### Bauwerke
- Evangelische Kirchen

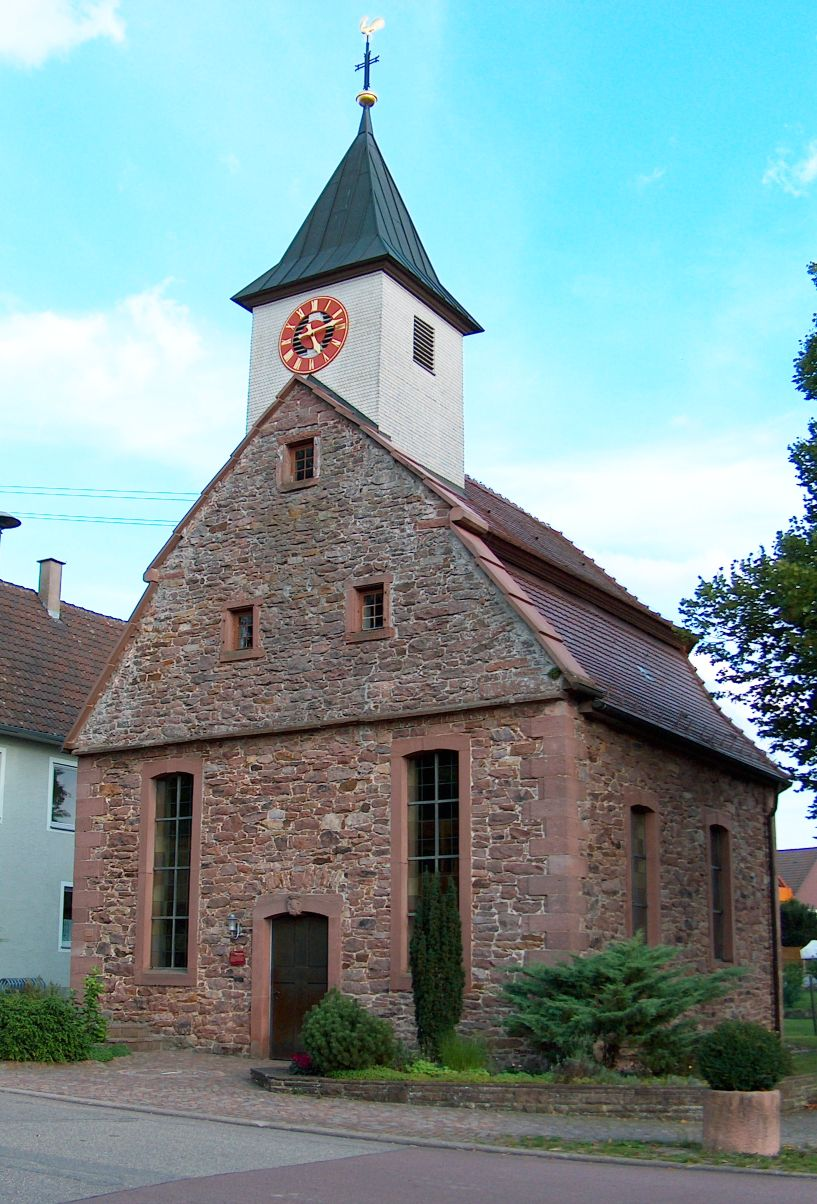
Waldenserkirche Neuhengstett

  - Althengstett: Die Kirche im Hauptort, ab 1310 als Marien- und Markuskirche bekannt, war Mutterkirche für Calw und Altburg. Sie wurde 1049 neu erbaut und soll damals einer mittelalterlichen Überlieferung zufolge von Papst Leo IX. – einem Verwandten der Grafen von Calw – geweiht worden sein. Das Patronat hatten zunächst die Grafen von Calw, dann die Grafen von Eberstein-Zweibrücken, die es an Württemberg verkauften. 1342 wurde es an das Kloster Hirsau abgegeben. Die ursprünglich von einem Kirchhof umgebene Kirche war im Mittelalter eine Wehrkirche. An der Westseite war eine kleine von einem Wassergraben umgebene Burg angebaut, die 1595 abgetragen wurde. Der Turm der Markuskirche ist noch hochmittelalterlich, der netzgewölbte Chor wurde in spätgotischer Zeit angebaut. Das Langhaus wurde mehrfach umgestaltet. Die letzte große Renovierung und Umgestaltung war 1956/57. Damals wurde die im Chor befindliche Orgelempore entfernt, die neue Orgel tiefer eingebaut, so dass die von Rudolf Yelin d. J. gestalteten Farbfenster besser zur Geltung kommen (links: Christus als Gärtner, ungläubiger Thomas; Mitte: Himmelfahrt, himmlisches Jerusalem; rechts: Emmaus, Pfingsten).
  - Neuhengstett: Die Waldenserkirche im Ortskern wurde 1769 in der heutigen Form gebaut.[18][19]
  - Ottenbronn: 1923 erhielt Ottenbronn durch den Stuttgarter Architekten Rudolf Behr eine eigene Filialkirche, die zuletzt im Jahr 2003 umfassend renoviert und etwas erweitert wurde. 1928 gestaltete Erwin Hetsch (1895–1978) die Altarwand mit Fresken (Gekreuzigter, Johannes der Täufer mit dem Gotteslamm, Paulus).[20]
- Bahnhofsgebäude der Württembergischen Schwarzwaldbahn, heute unter Denkmalschutz
- Schützenhausturm, ein Richtfunkturm in Stahlfachwerkbauweise beim Schützenhaus auf dem Heimberg (geographische Koordinaten: 48° 43′ 15″ N, 8° 48′ 7″ O)
- In der Hengstetter Straße 2 (Standort) liegt ein Stolperstein für Helmut Grosshans.

### Wasserversorgung
Die Gemeinde Althengstett bezieht ihr Trinkwasser vom Zweckverband Schwarzwaldwasserversorgung. Der Ortsteil Ottenbronn ist bereits im Jahr 1900 dem Zweckverband beigetreten, der Ortsteil Neuhengstett im Jahr 1908. Der Ortsteil Althengstett ist seit 1976 Mitglied der Schwarzwaldwasserversorgung, seit 1968 bestand ein Wasserlieferungsvertrag.

## Persönlichkeiten

### Söhne und Töchter der Gemeinde
- Johann Georg Freihofer (1806–1877), württembergischer Pfarrer, Dekan in Nagold und Pädagoge
- Christian Jakob Zahn (1765–1830), Jurist, Musiker, Politiker und Industrieller
- Carl Weitbrecht (1847–1904), Diakon, Schriftsteller, Literaturhistoriker, Hochschullehrer und Rektor der Technischen Hochschule Stuttgart

### Mit der Gemeinde verbunden
- Ronja Kemmer (* 1989), Politikerin (CDU), Mitglied des Deutschen Bundestages, wuchs in Althengstett auf
- Manfred Stehle (* 1946 oder 1947), politischer Beamter (SPD), lebt in Althengstett